# Liste der Stolpersteine in Prag-Žižkov

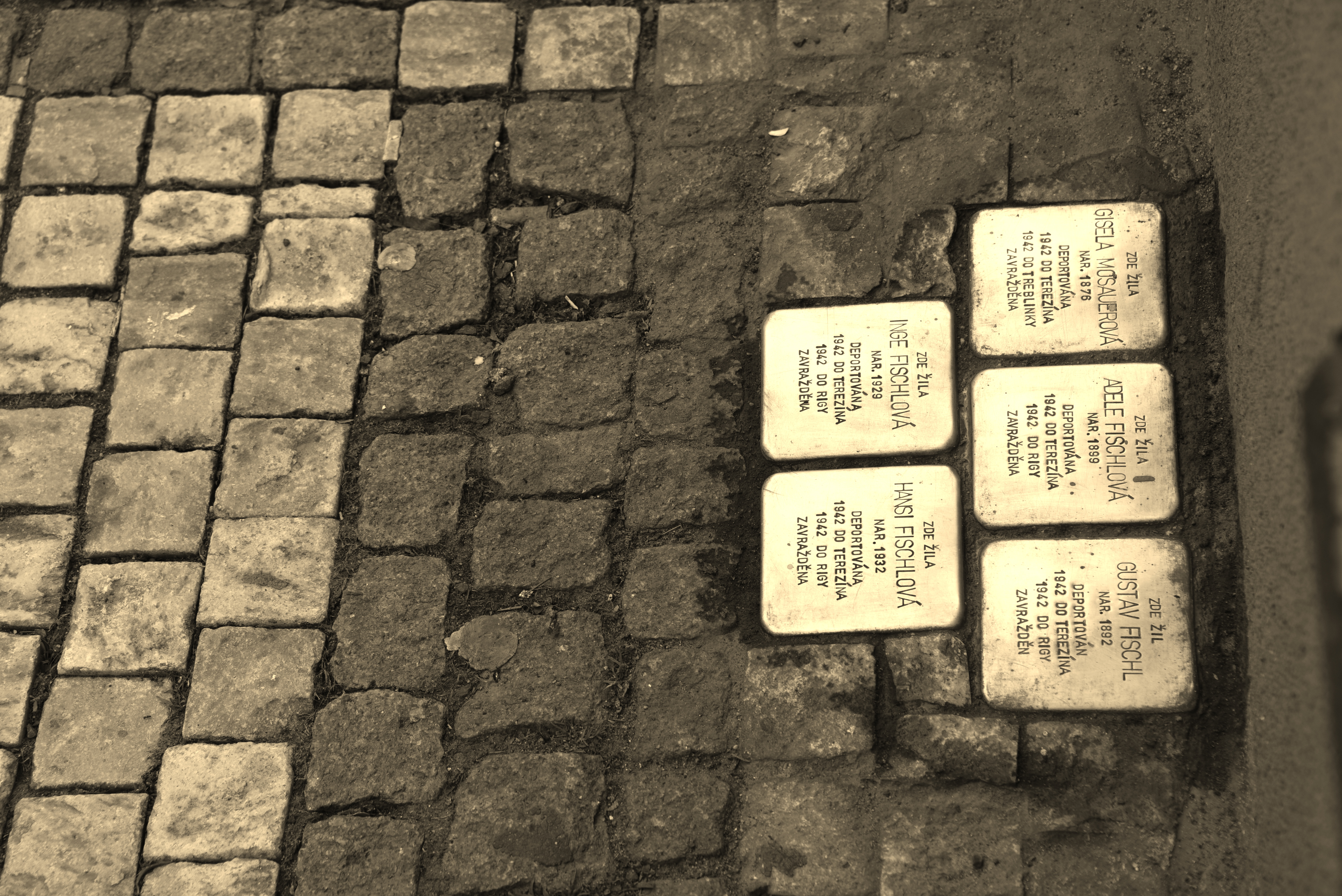
Stolpersteine für die Familie Fischl in Prag-Žižkov

Die Liste der Stolpersteine in Prag-Žižkov enthält die Stolpersteine, die im Prager Stadtviertel Žižkov (deutsch: Zischkaberg, Žižkow, Zizkow, 1939–1945 Veitsberg) verlegt wurden. Stolpersteine erinnern an das Schicksal der Menschen, welche von den Nationalsozialisten ermordet, deportiert, vertrieben oder in den Suizid getrieben wurden. Die Stolpersteine wurden von Gunter Demnig konzipiert und werden im Regelfall auch von ihm persönlich verlegt.
Das tschechische Stolpersteinprojekt Stolpersteine.cz wurde 2008 durch die Česká unie židovské mládeže (Tschechische Union jüdischer Jugend) ins Leben gerufen und stand unter der Schirmherrschaft des Prager Bürgermeisters. Die Stolpersteine liegen vor dem letzten selbstgewählten Wohnort des Opfers. Die Stolpersteine werden auf Tschechisch stolpersteine genannt, alternativ auch kameny zmizelých (Steine der Verschwundenen).
Die Tabellen sind teilweise sortierbar; die Grundsortierung erfolgt alphabetisch nach dem Familiennamen.

## Žižkov
| Bild | Inschrift                                                                                               | Standort               | Name, Leben |
| ---- | --- | ---------------------- | --- |
|      | HIER WOHNTE DR. RER. NAT. JIŘÍ BAUM JG. 1900 DEPORTIERT 1943 NACH WARSCHAU ERMORDET 1944 EBENDORT       | Premyslovská 1939/28 · | Jiří Baum wurde am 20. September 1900 in Prag geboren. Auf Wunsch seiner Eltern studierte er zunächst Wirtschaftswissenschaften. Er setzte sein Studium an der Fakultät für Naturwissenschaften der Karlsuniversität von Prag fort und graduierte 1928 mit einem Doktorat. Er wurde Zoologe, Museumskurator, Entdecker und Schriftsteller. Er diente als Direktor der Zoologischen Abteilung des Nationalmuseums in Prag und wurde in seinem Feld für sein Buch über die afrikanische Wildnis (1933) und seine zoologische Expedition im australischen Outback (1935) bekannt. In Australien arbeitete er mit Walter Drowley Filmer zusammen, aufgrund dessen Kompetenz im Bereich regionaler Spinnen. 1943 wurde er ins Warschauer Ghetto deportiert. 1944 wurde er dort ermordet. |
|      | HIER WOHNTE GUSTAV FISCHL JG. 1892 DEPORTIERT 1942 NACH THERESIENSTADT 1942 NACH RIGA ERMORDET          | Krásova 447/33 ·       | Gustav August Fischl wurde am 29. April 1892 in Vlksice in Südböhmen geboren. Seine Eltern waren Leopold Fischel (1840–1898) und Helene geb. Berger (1851–1937). Er war mit Adéla geb. Mosauerová verheiratet. Das Paar hatte zwei Töchter, Inge (geb. 1929) und Hansi, auch Hanička (geb. 1932). In den 1920er und frühen 1930er Jahren lebte die Familie im Liberecký kraj, wo auch die Töchter geboren wurden. Wann die Familie nach Prag umzog, ist nicht bekannt. Der letzte Wohnsitz der Familie vor der Deportation war in Prag XII, Na Zájezdu 12. Am 3. August 1942 wurde Gustav August Fischl mit Frau und Töchtern mit dem Transport AAw in das Konzentrationslager Theresienstadt deportiert. Seine Transportnummer war 314 von 1.001. Nach siebzehn Tagen dort wurde die Familie mit dem Transport Bb ins Ghetto Riga deportiert. Seine Transportnummer war 522 von 1.001. Dort wurden Vater, Mutter und ihre Töchter im Alter von 10 und 13 Jahren vom Nazi-Regime ermordet. Gustav Fischl hatte mehrere Geschwister: Hugo Fischl (geboren am 28. Januar 1874, gefallen 1916 im Ersten Weltkrieg), Berta Fischl (geboren am 28. März 1875). Sieben seiner Geschwister wurden im Laufe der Shoah getötet. Sein Bruder Friedrich wurde am 9. November 1939 im Rahmen der Reichskristallnacht im Wald erschossen. Sein Bruder Richard wurde 1942 im Vernichtungslager Treblinka ermordet. Seine Schwestern Albína und Ottilie, sowie Albínas Ehemann Hugo Bloch wurden im Juli 1942 nach ihrer Deportation nach Baranovichi ermordet. Seine Schwester Luisa wurde 1942 an einem unbekannten Ort in Polen ermordet. Sein Bruder Emil und seine Frau Kamila wurden nach einer Deportation nach Ujazdów an einem unbekannten Ort ermordet. Sein Bruder Arnold wurde am 13. Juli 1944 im Ghetto Łódź ermordet. Seine Schwiegermutter Gisela Mosauerová wurde 1942 ebenfalls in Treblinka ermordet. |
|      | HIER WOHNTE ADELE FISCHLOVÁ JG. 1899 DEPORTIERT 1942 NACH THERESIENSTADT 1942 NACH RIGA ERMORDET        | Krásova 447/33 ·       | Adéla Fischlová geb. Mosauerová, auch Adele, wurde am 26. Februar 1899 in Karlovy Vary geboren. Ihre Eltern waren Rudolf Mosauer (1867–1934) und Gisela geb. Pächter (geb. am 5. September 1876). Sie hatte eine ältere Schwester, Marta (geb. 1897). Sie war mit Gustav August Fischl verheiratet. Das Paar hatte zwei Töchter, Inge und Hansi, auch Hanička (siehe unten). Der letzte Wohnsitz der Familie vor der Deportation war in Prag XII, Na Zájezdu 12. Am 3. August 1942 wurden Adéla Fischlová, ihr Ehemann und ihre Töchter mit dem Transport AAw in das Konzentrationslager Theresienstadt deportiert. Ihre Transportnummer war 313 von 1.001. Nach siebzehn Tagen Aufenthalt in Theresienstadt wurde die Familie mit dem Transport Bb ins Ghetto Riga deportiert. Ihre Transportnummer war 521 von 1.001. Adéla Fischlová, ihr Ehemann und deren Töchter wurden vom NS-Regime ermordet. Ihre Mutter wurde 1942 in Treblinka ermordet. |
|      | HIER WOHNTE HANSI FISCHLOVÁ JG. 1932 DEPORTIERT 1942 NACH THERESIENSTADT 1942 NACH RIGA ERMORDET        | Krásova 447/33 ·       | Hansi Fischlová, auch Hanička, wurde am 13. Juni 1932 in Jablonec nad Nisou geboren. Ihre Eltern waren Gustav Fischl und Adéla geb. Mosauerová. Sie hatte eine ältere Schwester, Inge (siehe unten). Die Schwestern wuchsen in Prag zusammen mit ihren Eltern und ihrer Großmutter Gisela Mosauerová auf. Am 3. August 1942 wurden Hanička Fischlová, ihre Eltern und ihre Schwester mit dem Transport AAw in das Konzentrationslager Theresienstadt deportiert. Ihre Transportnummer war 311 von 1.001. Nach siebzehn Tagen dort wurde die Familie mit den Transport Bb ins Ghetto Riga Ghetto deportiert. Ihre Transportnummer war 519 von 1.001. Eltern und Töchter wurden vom NS-Regime ermordet. Ihre Großmutter wurde 1942 in Treblinka ermordet. |
|      | HIER WOHNTE INGE FISCHLOVÁ JG. 1929 DEPORTIERT 1942 NACH THERESIENSTADT 1942 NACH RIGA ERMORDET         | Krásova 447/33 ·       | Inge Fischlová wurde am 28. Mai 1929 in Liberec geboren. Ihre Eltern waren Gustav Fischl und Adéla geb. Mosauerová. Sie hatte eine jüngere Schwester, Hansi (siehe oben). Die Schwestern wuchsen in Prag zusammen mit ihren Eltern und ihrer Großmutter Gisela Mosauerová auf. Am 3. August 1942 wurden Inge Fischlová, ihre Eltern und ihre Schwester mit dem Transport AAw in das Konzentrationslager Theresienstadt deportiert. Ihre Transportnummer war 312 von 1.001. Nach siebzehn Tagen dort wurde die Familie mit den Transport Bb ins Ghetto Riga deportiert. Ihre Transportnummer war 520 von 1.001. Vater, Mutter und Töchter (im Alter von 10 und 13 Jahren) wurden vom NS-Regime ermordet. Ihre Großmutter wurde 1942 in Treblinka ermordet. |
|      | HIER WOHNTE GISELA MOSAUEROVÁ JG. 1876 DEPORTIERT 1942 NACH THERESIENSTADT 1942 NACH TREBLINKA ERMORDET | Krásova 447/33 ·       | Gisela Mosauerová geb. Pächter wurde am 5. September 1876 in Karlovy Vary geboren. Ihre Eltern waren Adolf Pächter (1845–1915) und Martha geb. Herschel (ca. 1857–1890). Sie heiratete Rudolf Mosauer (1867–1934). Das Paar hatte zwei Töchter, Marta (geb. am 18. April 1897 in Karlovy Vary) und Adéla (geb. 1899). Es ist nicht bekannt, wann sie nach Prag übersiedelt, um bei ihrer Tochter Adéla und deren Familie zu leben. Ihr letzter Wohnort vor der Deportation war in Prag XII, Na Zájezdu 12. Am 13. Juli 1942 wurde sie mit dem Transport AAq von Prag ins KZ Theresienstadt deportiert. Ihre Transportnummer war 12 von 1.001. Dort war sie drei Monate lang interniert. Während diesen Zeitraums sah sie die Familie ihrer Tochter Adéla kommen und gehen, da ihre Tochter, ihr Schwiegersohn Gustav Fischl und deren Töchter (im Alter von 10 und 13 Jahren) nach Riga deportiert wurden. Am 19. Oktober 1942 wurde die ältere Dame mit dem Transport Bw ins Treblinka deportiert. Ihre Transportnummer war 1404 von 2.002. Sie wurde vom NS-Regime ermordet. Das Schicksal ihrer Tochter Marta, sie war zuerst mit Otto Brunner verheiratet, dann mit Dr. Franz Ekstein, ist unbekannt. Ihr Bruder Rudolf wurde 1942 nach seiner Deportation nach Piaski ermordet. Ihre Schwester Mathilda und deren Ehemann Leopold Bunzl wurden 1942 in Trawniki ermordet. Ihre Halbschwester Katharina und deren Ehemann Rudolf Pollak wurden 1944 in Auschwitz ermordet. Das Schicksal ihrer anderen Geschwister ist unbekannt. Ihre zweite Stiefmutter Wilhelmina Pächter wurde am 25. September 1944 in Theresienstadt getötet. |
|      | HIER WOHNTE LUDVÍK ROUBÍČEK JG. 1899 DEPORTIERT 1942 NACH THERESIENSTADT ERMORDET 1945 IN AUSCHWITZ     | Biskupcova 1766/13 ·   | Ludvík Roubiček wurde am 27. Juni 1899 geboren. Sein letzter Wohnsitz vor der Deportation war in Prag XI, Cimburkova 20. Am 20. November 1942 wurde er mit dem Transport Cc von Prag ins KZ Theresienstadt deportiert. Seine Transportnummer war 109 von 1.002. Dort wer er fast zwei Jahre lang interniert. Am 29. September 1944 wurde er mit dem Transport El in das Konzentrationslager Auschwitz deportiert. Seine Transportnummer war 158 von 1.500. Er wurde vom Nazi-Regime ermordet. An der gleichen Adresse waren Dagmar und Irena Roubícková gemeldet. Beide überlebten die Shoah. Es ist nicht bekannt, in welcher verwandtschaftlichen Beziehung die beiden Frauen zu Ludvík Roubiček standen. |
|      | HIER WOHNTE DAGMAR ROUBÍČKOVÁ JG. 1925 DEPORTIERT 1943 NACH THERESIENSTADT HAT ÜBERLEBT                 | Biskupcova 1766/13 ·   | Dagmar Roubícková wurde 1925 geboren. Sie wurde im Jahr 1943 ins KZ Theresienstadt deportiert. Sie konnte überleben. |
|      | HIER WOHNTE IRENA ROUBÍČKOVÁ JG. 1928 DEPORTIERT 1943 NACH THERESIENSTADT HAT ÜBERLEBT                  | Biskupcova 1766/13 ·   | Irena Roubícková wurde am 23. Dezember 1928 geboren. Am 6. März 1943 wurde sie mit dem Transport Cv von Prag ins KZ Theresienstadt deportiert. Ihre Transportnummer war 150. Dort war sie mehr als 18 Monate lang interniert. Am 6. Oktober 1944 wurde sie mit dem Transport Eo ins Konzentrationslager Auschwitz deportiert. Ihre Transportnummer war 756. Sie überlebte. |
|      | HIER WOHNTE ADOLF SOJKA JG. 1890 DEPORTIERT 1942 NACH THERESIENSTADT ERMORDET IN AUSCHWITZ              | Radhoštská 1940/6 ·    | Adolf Soyka wurde am 14. April 1891 geboren. Er war mit Olga geb. Taussig verheiratet. Der letzte Wohnsitz des Paares vor der Deportation war in Prag XII. Am 8. Februar 1942 wurde er mit dem Transport W von Prag ins KZ Theresienstadt deportiert. Seine Transportnummer war 374 von 1.002. Wahrscheinlich war seine Frau auf demselben Transport. Dort waren beide mehr als zweieinhalb Jahre lang interniert. Am 28. September 1944 wurde das Paar getrennt, als Adolf Soyka mit dem Transport Ek in das Konzentrationslager Auschwitz deportiert wurde. Seine Transportnummer war 448 von 2.500. Er wurde vom NS-Regime ermordet. Seine Frau überlebte. |
|      | HIER WOHNTE OLGA SOJKAOVÁ JG. 1895 DEPORTIERT 1942 NACH THERESIENSTADT HAT ÜBERLEBT                     | Radhoštská 1940/6 ·    | Olga Soyková geb. Taussig wurde 1895 in Prag geboren. Ihre Eltern waren Leopold Taussig und Wilhelmine geb. Freund. Sie war mit Adolf Soyka verheiratet. 1942 wurde das Paar in das Konzentrationslager Theresienstadt deportiert. Nach zweieinhalb Jahren wurden sie getrennt, als Adolf Soyka am 28. September 1944 ins Konzentrationslager Auschwitz deportiert wurde. Ihr Mann wurde ermordet, Olga Sojkowá konnte überleben. |

## Verlegedaten
Die Stolpersteine in Prag wurden von Gunter Demnig persönlich an folgenden Tagen verlegt: 8. Oktober 2008, 7. November 2009, 12. Juni 2010, 13. bis 15. Juli 2011 und 17. Juli 2013.